# Heliodoxa branickii
A Heliodoxa branickii  a madarak osztályának sarlósfecske-alakúak (Apodiformes)  rendjébe és a kolibrifélék (Trochilidae) családjába tartozó faj.

## Rendszerezése
A fajt Władysław Taczanowski lengyel zoológus írta le 1874-ben, a Lampraster nembe Lampraster branickii néven.

## Előfordulása
Az Andok-hegység keleti lábainál, Bolívia és Peru területén honos. Természetes élőhelyei a szubtrópusi vagy trópusi síkvidéki és hegyi esőerdők, lombhullató erdők, valamint ültetvények. Állandó, nem vonuló faj.

## Megjelenése
Testhossza 11–12 centiméter, a testtömege 5–6 gramm.

## Életmódja
Nektárral táplálkozik.

## Természetvédelmi helyzete
Az elterjedési területe nagyon nagy, egyedszáma ugyan csökken, de még nem éri el a kritikus szintet. A Természetvédelmi Világszövetség Vörös listáján nem fenyegetett fajként szerepel.